# Дивизия «Султан Мурад»
Дивизия «Султан Мурад» (араб. فرقة السلطان مراد‎; тур. Sultan Murat Tümeni) — военизированная протурецкая антикурдская группировка, относящаяся к силам, воюющим также против правительства Башара Асада в ходе гражданской войны в Сирии. Состоит преимущественно из представителей этнической группы сирийских туркмен, которые во время гражданского противостояния в САР сформировали вооружённые бригады. Дивизия, равно как и остальные незаконные вооружённые формирования сирийских туркмен, регулярно получает весомую поддержку со стороны Турции, которая поставляет ей вооружение и продовольствие, а также обеспечивает условия для военной подготовки наряду с артиллерийской и авиационной поддержкой.

## Название, идеология
Названа по имени султана Османской империи Мурада II, который считается одним из наиболее авторитетных и почитаемых правителей Турции. Он расширил влияние Османской империи на Балканском полуострове и одержал победу в роковом для балканских народов сражении на Косовом поле. На флаге организации приведена Шахада, что косвенно указывает на идеологическую принадлежность к радикальному исламизму, а красное поле обозначает приверженность участников дивизии к турецкому национализму неоосманистского толка. Несмотря на то, что официальная символика дивизии предполагает обращение к Шахада, ряд экспертов не причисляет боевиков этой организации к кластеру экстремистских группировок, исповедующих воинствующий джихадизм. Часто (в основном турецкие и западные эксперты) её классифицируют как этнорелигиозную группировку, идеология которой эволюционирует от секуляризма к исламской демократии, основанной на консервативном мировоззрении и турецком национализме.

## Командиры
Ряд командиров этой дивизии являются этническими арабами, например, Ахмет Отман, Фехим Иса и Али Шейх Салих. В настоящее время наиболее примечательным командиром дивизии «Султан Мурад» является Исса ат-Туркмани.

## Время образования, дислокация
Дивизия была образована в начале 2013 года с целью защиты турецких геополитических и экономических интересов на территории Сирии, объятой гражданской войной. Впоследствии число боевиков увеличивалось; в частности, к 2016 году количество участников этой военизированной организации достигло 1300 человек. Большая часть дивизии рассредоточена в мухафазе Алеппо, где участвует в наступательных и оборонительных операциях как против боевиков террористической организации ИГ и аффилированных с ней радикальных джихадистских группировок, так и против сирийских правительственных войск.

## Участие в боях гражданской войны в Сирии
Дивизия «Султан Мурад» принимала участие в неудачном наступлении на позиции Демократических сил Сирии в ходе боёв за один из стратегически наиболее значимых пригородов Алеппо, Шейх-Максуд, а также в наступлении на Джераблус летом 2016 года, состоявшемся в ходе широкомасштабной вооружённой интервенции Турции в Сирию. После начала операции «Щит Евфрата» Дивизия «Султан Мурад» поддержала подразделения турецких интервентов и активным образом участвовала в зачистке Джераблуса, в том числе и совершая военные преступления.

## Участие в военных преступлениях
25 октября 2013 года боевики дивизии «Султан Мурад» обстреляли монастырь в Алеппо, нанеся ему существенные повреждения. Также с ноября 2015 года по март 2016 года дивизия принимала участие в регулярных обстрелах и нападениях на пригороды Алеппо, в частности, на Шейх-Максуд, и, по ряду данных, причастна к гибели примерно 1000 гражданских лиц. В мае 2016 года региональный представитель организации Amnesty International квалифицировал обстрелы мирного населения в пригородах Алеппо боевиками дивизии «Султан Мурад» как военное преступление.

## Видео с пытками
В феврале 2016 года боевики этой дивизии опубликовали видео, в котором они подвергали пыткам и истязаниям бойцов Джейш-ат-Тувар, мультиэтнической военизированной группировки, участники которой в основном рекрутированы из курдских Отрядов народной самообороны. После того, как дивизия «Султан Мурад» отвоевала Джераблус в сентябре 2016 года, изгнав оттуда террористов ИГ, её боевики сами обнародовали видеосвидетельства своего жестокого обращения с военнопленными, относящимися к YPG, которые, по их же данным, участвовали в эвакуации гражданских лиц из полуразрушенного Джераблуса, страдающего от тяжёлой гуманитарной катастрофы.

## Участие в боях за город Чобанбей
В начале апреля 2016 года альянс экстремистских сил захватили небольшой город Чобанбей в северной части провинции Алеппо, который находится вблизи сирийско-турецкой границы. Бандгруппы сирийской вооружённой оппозиции, ядро которой формировали боевики террористической группировки Ахрар-аш-Шам в сотрудничестве с Аль-Каидой, объединённые под знаменем «Сирийской свободной армии», провели операцию против ИГ и после взятия города подвергли казни некоторых её боевиков. Активное участие в наступлении на Чобанбей также приняли боевики дивизии «Султан Мурад», которые также выбили террористов из нескольких сельских поселений недалеко от сирийско-турецкой границы.

## Получение оружия извне
Известно, что дивизия «Султан Мурад» и другие вооружённые туркменские группировки, сосредоточенные в мухафазе Алеппо и выполняющие функцию «пятой колонны», поддерживая турецкую военную экспансию в САР, регулярно получали поставки большого количества боеприпасов, в том числе гранатомётов, миномётных установок и противотанковых ракет, при этом часть поставщиков могли быть связаны с оружейными корпорациями, относящимися к США.

## Участие в переговорах между Россией и Турцией в декабре 2016 года
В течение второй половины декабря 2016 года военные и дипломаты с российской и с турецкой стороны проводили переговоры с представителями различных фракций вооружённой оппозиции, в частности, с «Ахрар-аш-Шам», «Джейш-аль-Ислам», «Файлак-ар-Рахман», «Свободная армия Идлиба». В число группировок, вовлечённых в переговорный процесс, попали также дивизия «Султан Мурад» и 1-я прибрежная дивизия, обслуживающие интересы Турции. Ряд военизированных группировок приняли условия предполагаемого перемирия, в свою очередь, выразив желание, чтобы коалиция, выступающая за легитимное правительство Сирии, перевела решение военного конфликта в политическое русло, гарантировав им прекращение боевых действий против них и некоторые преференции в дальнейшем.